# Sam Houston

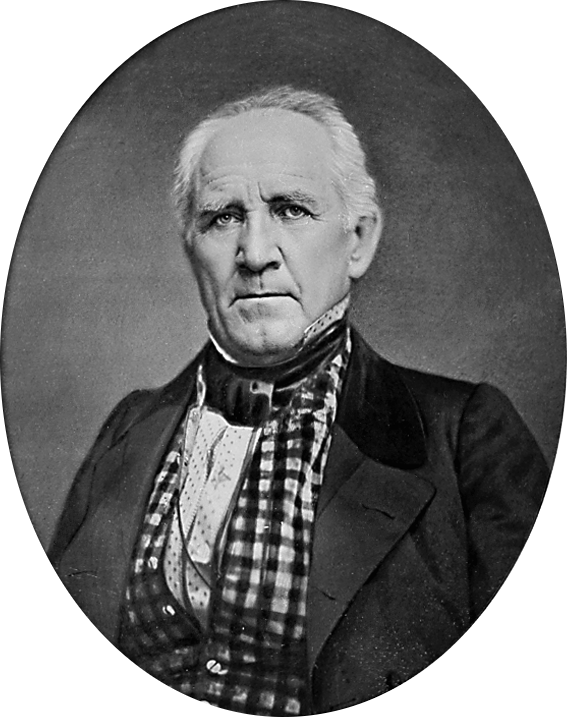
Sam Houston

Samuel „Sam“ Houston [ˈhjuːstən] (* 2. März 1793 im Rockbridge County, Virginia; † 26. Juli 1863 in Huntsville, Texas) war ein US-amerikanischer Politiker und General. Er war der erste Präsident der unabhängigen Republik Texas und diente dem daraus hervorgegangenen US-Bundesstaat später als Senator und Gouverneur. Houston, die viertgrößte Stadt der USA, und weitere Orte in den USA wurden nach ihm benannt.

## Leben

### Jugend und Armeedienst
Houston wurde in Virginia als Sohn eines Majors der US Army geboren und erhielt dort eine einfache Schulausbildung. Nach dem Tod seines Vaters zog er 1807 mit seiner Familie nach Maryville (Tennessee) um. 1809 floh er von zu Hause und lebte eine Zeit lang bei einem Stamm der Cherokee, deren Sprache und Bräuche er kennenlernte. Während des Britisch-Amerikanischen Krieges (1812–1814) trat er im März 1813 ins US-Heer ein, wo er bis zum Dezember desselben Jahres bis zum third lieutenant befördert wurde. Unter Andrew Jackson kämpfte er gegen die mit den Briten verbündeten Muskogee und wurde in der Schlacht am Horseshoe Bend im März 1814 schwer verwundet. Nach seiner Genesung wurde er auf Jacksons Betreiben zum Indian agent, einer Art Botschafter, bei den Cherokee ernannt. Im März 1818 verließ er die Armee.

### Politische Karriere in Tennessee, Skandal und Rückzug
Nach einem sechsmonatigen juristischen Studium eröffnete er eine Anwaltskanzlei in Lebanon, Tennessee, und wurde schon Ende 1818 Staatsanwalt des Distrikts Nashville. 1822 wurde er in das Repräsentantenhaus der Vereinigten Staaten gewählt, in dem er als treuer Anhänger von Andrew Jackson auftrat, so dass er bald weithin als dessen politischer Schützling galt. 1824 zog er erneut in den Kongress ein.
1827 verzichtete er auf eine Wiederkandidatur und trat stattdessen bei der Wahl zum Gouverneur von Tennessee an, die er gegen den ehemaligen Gouverneur Willie Blount gewann. 1828 verhinderte – mitten im Wahlkampf – ein Skandal in seinem Privatleben seine erneute Kandidatur für den Gouverneursposten von Tennessee: die nur elf Wochen dauernde Ehe mit Eliza Allen. Die offizielle Scheidung wurde allerdings erst 1837 ausgesprochen.
Bald kursierten Gerüchte über seine Untreue und seinen Alkoholismus, und Houston zog sich zunächst aus der Politik zurück und verbrachte einige Zeit bei Cherokees in Arkansas. Dort heiratete er vermutlich die Cherokee Tiana Rogers und eröffnete ein Handelsgeschäft. Während dieser Jahre war er ein starker Trinker und war bei Cherokees als „Big Drunk“ bekannt. Nachdem er bei einer seiner jährlichen Reisen nach Washington, D.C. wegen Körperverletzung vor Gericht gestanden hatte, verließ er die Cherokee und seine Frau.

### Politische und militärische Erfolge in Texas
Um 1833 lebte er zumindest teilweise in Texas, das damals zu dem mexikanischen Bundesstaat Coahuila y Tejas gehörte. Houston scheint sich bis spätestens 1835 dauerhaft in dem texanischen Ort Nacogdoches niedergelassen zu haben. Schnell wurde er in das politische Durcheinander des Staats hineingezogen, in dem Streitigkeiten zwischen den in den Staat einströmenden US-amerikanischen Siedlern und der mexikanischen Regierung an der Tagesordnung waren, nicht zuletzt durch den Wunsch der Siedler, die Sklavenhaltung in Texas einzuführen. Als Abgeordneter für Nacogdoches nahm Houston an der texanischen Convention von 1833 teil, von der er als radikaler Unterstützer des Revolutionärs William Harris Wharton zurückkehrte. Auch an der Convention von 1835 nahm er teil; im November 1835 wurde er Generalmajor der aus aller Art von Freiwilligen zusammengewürfelten Armee der texanischen Separatisten. Im Februar 1836 handelte er einen Friedensvertrag mit den Cherokee aus.

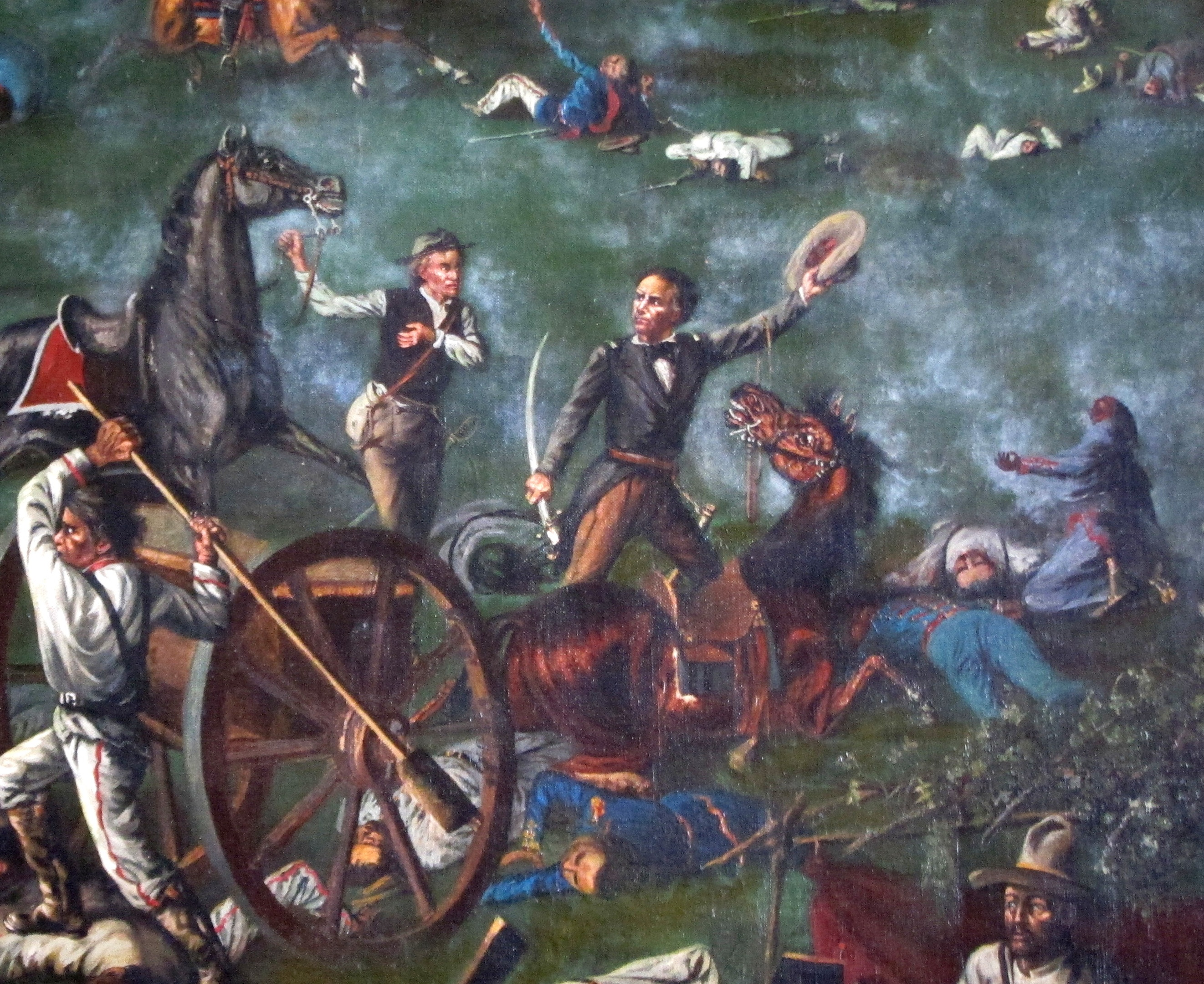
Sam Houston in der Schlacht von San Jacinto, Detail eines Gemäldes von Harry A. McArdle, 1895

Am 2. März 1836 erklärten sich die Texaner im Vertrauen auf den Beistand der Vereinigten Staaten für unabhängig und ernannten Houston zum Oberbefehlshaber ihrer Armee. Das mexikanische Heer unter dem Präsidenten und General Antonio López de Santa Anna besetzte im Zuge der Feindseligkeiten die Hauptstadt von Texas, San Felipe de Austín. Houston schloss sich in Gonzales seiner Freiwilligenarmee an, wurde aber schon bald von den Truppen Santa Annas zum Rückzug gezwungen.
In der Schlacht von San Jacinto in Deer Park am 21. April 1836 konnten die Texaner die mehr als doppelt so starken mexikanischen Truppen jedoch mit einem Überraschungsangriff in nur zwanzig Minuten schlagen. Der inzwischen zur Legende verklärte Schlachtruf der Texaner „Remember the Alamo!“ bezog sich auf die Schlacht um die Festung Alamo in San Antonio einen Monat zuvor, nach der die Mexikaner unter Santa Anna die wenigen überlebenden Verteidiger exekutiert hatten. Mehrere hundert mexikanische Soldaten wurden in der Schlacht von San Jacinto getötet, General Santa Anna konnte am Tag darauf gefangen genommen werden. Houston blieb zunächst für Verhandlungen vor Ort, zog sich aber bald zur Behandlung einer Gelenkverletzung in die Vereinigten Staaten zurück. Am 14. Mai unterzeichnete Santa Anna die Verträge von Velasco, in denen er den Rückzug seiner Truppen aus Texas und politischen Einsatz für eine Anerkennung der Republik Texas durch Mexiko versprach. Das zugesicherte freie Geleit wurde Santa Anna jedoch verweigert, und er wurde als Kriegsgefangener zunächst nach Washington D.C. verlegt, so dass er erst 1837 nach Mexiko zurückkehren konnte, als die Republik bereits bestand. Von Mexiko wurde sie jedoch erst 1848 offiziell anerkannt.

### Präsident der Republik Texas

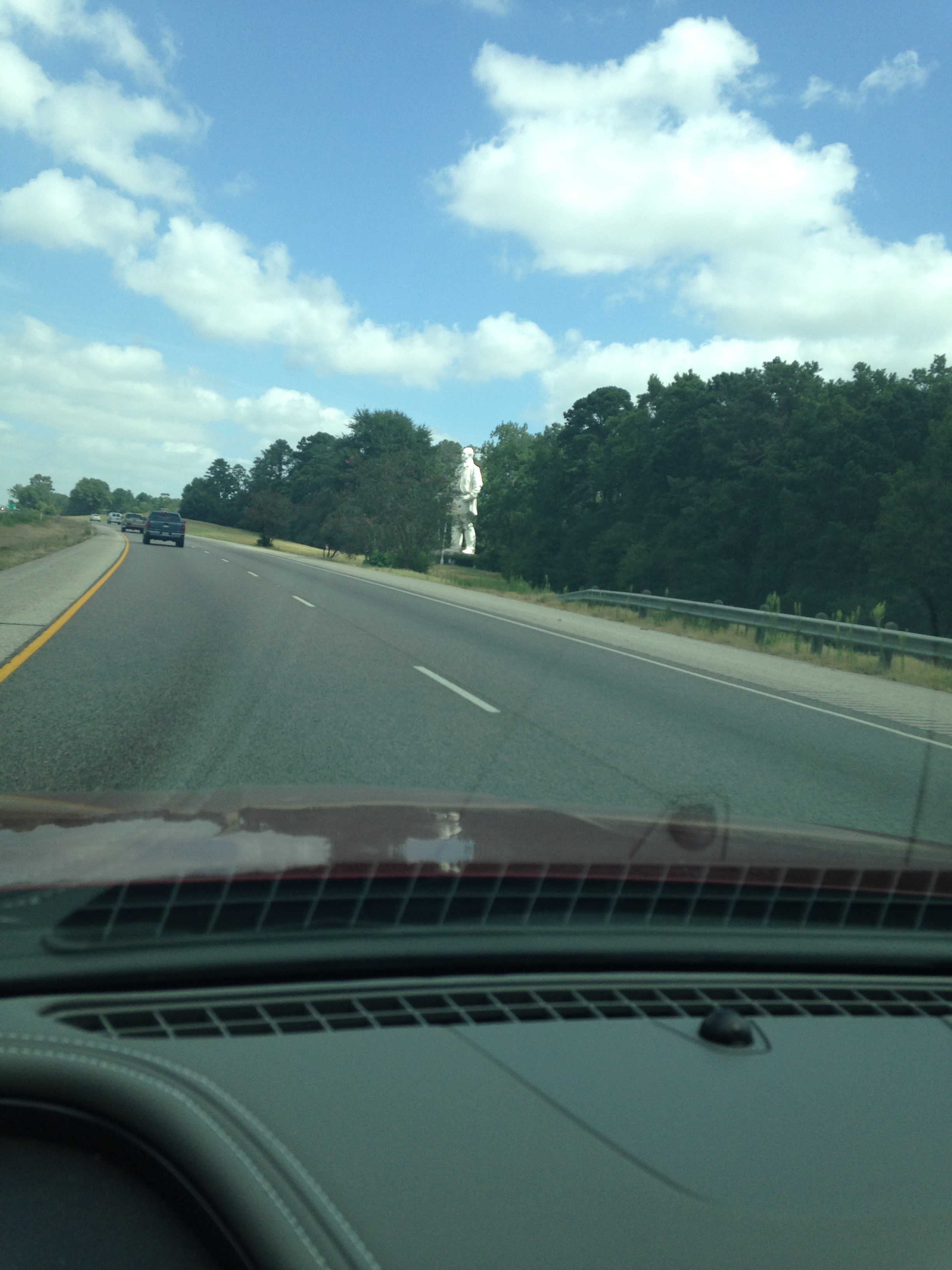
Monumentalstatue für Sam Houston in Huntsville TX von David Adickes (1994)

Als Kriegsheld populär geworden, wurde Houston am 5. September 1836 zum ersten Präsidenten der Republik Texas gewählt. 1836 wurde auch die Stadt Houston gegründet (heute die viertgrößte Stadt der USA), die nach ihm benannt wurde und als Hauptstadt der Republik diente. In seiner ersten Amtszeit als Präsident (1836–1838) schlug er in Nacogdoches einen pro-mexikanischen Aufstand unter der Führung von Vicente Córdova, die so genannte Córdova Rebellion, nieder. Der anfangs erhoffte Anschluss von Texas an die Vereinigten Staaten erwies sich zunächst als unrealistisch.
Da die texanische Verfassung eine unmittelbare Wiederwahl des Präsidenten nicht vorsah, war Houston ab 1838 Abgeordneter für San Augustine im texanischen Abgeordnetenhaus, während Mirabeau B. Lamar als sein Nachfolger Präsident war. In dieser Zeit war Houston ein vehementer Kritiker der Politik Lamars, der eine dauerhafte Unabhängigkeit von Texas und dessen Ausdehnung bis zum Pazifischen Ozean verfolgte. 1840 heiratete er Margaret Moffette Lee; aus der Ehe gingen acht Kinder hervor. 1841 wurde wieder Sam Houston zum Präsidenten gewählt. In seiner zweiten Amtszeit zielte er auf eine Verbesserung der finanziellen Lage des Staats, auf einen Friedensschluss  mit den Indianern und nach zwei mexikanischen Invasionen im Jahr 1842 auf die dauerhafte Verhinderung von Krieg mit Mexiko. 1842 versuchte er im so genannten Texas Archive War, die Verlegung der texanischen Hauptstadt von Austin zurück nach Houston zu erzwingen, was aber erfolglos blieb. 1844 griff er militärisch in den Regulator-Moderator War ein, einen Konflikt um betrügerische Landbesitznahme im Osten von Texas.

### US-Senator für Texas

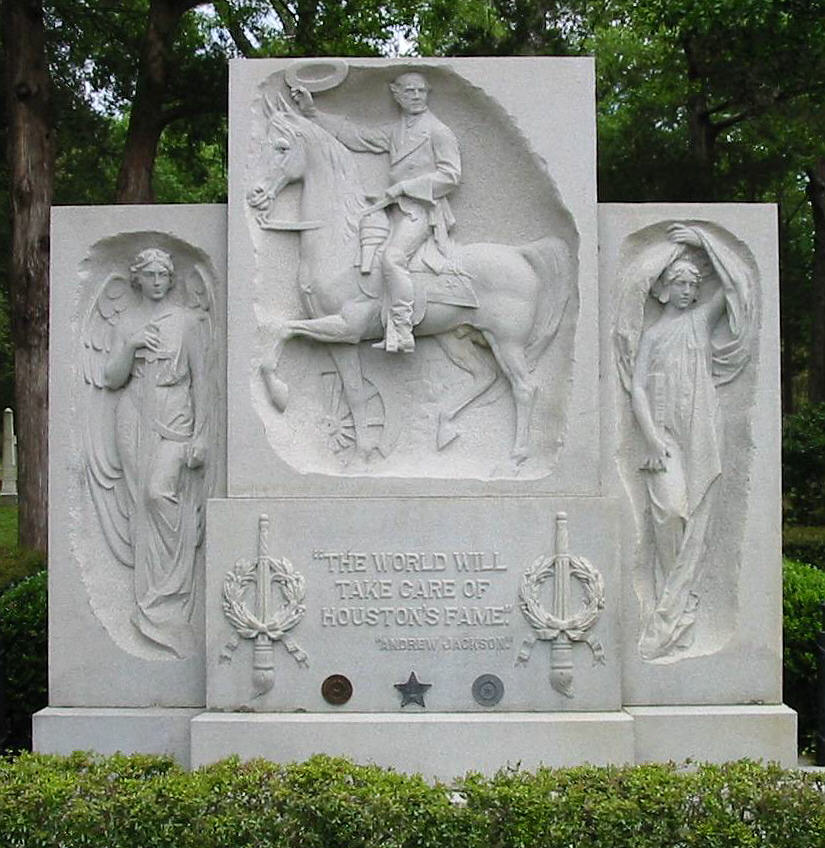
Houstons Grab in Huntsville

In Texas selbst verlangte die Mehrheit den Anschluss an die Vereinigten Staaten. Das Land wurde am 19. Februar 1845 von den USA annektiert, was am 1. März 1845 vom US-Kongress gebilligt wurde. Die förmliche Aufnahme in den Staatenbund erfolgte am 29. Dezember 1845. Für Texas wurden Sam Houston und Thomas Jefferson Rusk in den US-Senat gewählt. Houston war von 1846 bis 1859 Senator und galt zunächst als möglicher Präsidentschaftskandidat der Demokraten. Er war ein begeisterter Unterstützer des Mexikanisch-Amerikanischen Kriegs und war enttäuscht, dass dieser nicht mit der Annexion Mexikos zu Ende ging. Seine skandalträchtige Neigung zu übermäßigem Alkoholkonsum, Frauengeschichten und Schlägereien und eine zunehmende Entfremdung von der politischen Meinung in Texas und anderen Südstaaten schmälerten seinen politischen Einfluss jedoch stetig. Obwohl er selbst Sklavenbesitzer war und sich gegen die Abschaffung der Sklaverei wandte, stimmte er stets gegen die Ausdehnung der Sklavenhaltung in weitere Gebiete des Landes und sprach sich konsequent für die Einheit der Vereinigten Staaten aus. Als er 1848 die Oregon Bill und zwei Jahre später den Kompromiss von 1850 unterstützte und gegen den Kansas-Nebraska Act auftrat, wandte er sich deutlich gegen die politischen Ziele der Südstaaten. Ab 1857 galt er als lame duck, als Senator, der das Mandat seiner Wähler nicht mehr besitzt. In diesem Jahr kandidierte er bei der Wahl zum Gouverneur des Staates Texas, konnte aber nicht gewinnen. Während dieser Zeit wurde sein Sohn Andrew geboren, der später ebenfalls US-Senator wurde.

### Gouverneur in Texas
1859 gelang ihm im zweiten Anlauf die Wahl zum texanischen Gouverneur. Am 21. Dezember 1859 übernahm er das Amt von Hardin Richard Runnels – damit ist Houston der bislang einzige Gouverneur der USA, der dieses Amt in zwei verschiedenen Bundesstaaten ausübte (Stand: 2008). 1861 trat er zurück, nachdem er sich geweigert hatte, einen Treueeid an die Konföderierten Staaten von Amerika zu leisten. Eine militärische Intervention der Unionsstaaten lehnte er jedoch ebenso ab, weil er blutige Auseinandersetzungen auf texanischem Boden verhindern wollte. Sein Nachfolger wurde Edward Clark.
1862 zog sich Houston auf einen Landsitz in Huntsville zurück (aufgrund seiner eigentümlichen Form Steamboat House genannt), wo er im folgenden Jahr an einer Lungenentzündung starb. Er wurde auf dem Oakwood Cemetery in Huntsville begraben.

## Familie
Sam Houston war dreimal verheiratet. Seine erste Frau war Eliza Allen Douglas (1809–1861), dann folgte Talahina „Tiana“ Rogers Houston (1799–1833). Seine dritte Frau wurde Margaret Moffette Lea Houston (1819–1867), die er am 9. Mai 1840 heiratete. Er hatte laut Find a Grave acht Kinder, die alle aus seiner dritten Ehe stammten.